# متمم هفتم قانون اساسی ایالات متحده آمریکا

اصل منشور در اداره آرشیو ملی آمریکا

متمم هفتم قانون اساسی ایالات متحده آمریکا (به انگلیسی: Seventh Amendment to the United States Constitution) یکی از اصلاحیه‌های در منشور حقوق ایالات متحده آمریکا است.
بر طبق این سند:
 در دعاوی حقوق نانوشته، هنگامی که ارزش مسئله مورد اختلاف بیش از بیست دلار باشد، حق رسیدگی هیئت منصفه محفوظ خواهد بود و هر جرمی که هیئت منصفه مورد رسیدگی قرار دهد، در هیچ دادگاه دیگری در ایالات متحده به گونه دیگری دوباره مورد رسیدگی قرار نخواهد گرفت مگر بر اساس قواعد حقوق نانوشته.